# Процес Шварцбарда
Процес Шварцбарда відбувся 18–26 жовтня 1927 перед трибуналом Сени у Парижі проти Самуїла-Шльоми Шварцбарда (Samuel-Sholom Schwartzbard), вбивці Симона Петлюри. Шварцбард (1886–1938), єврей з Балти (родом з Ізмаїлу (Бессарабія)), під час першої світової війни був у французькому Іноземному Легіоні, в 1917 р. повернувся в Україну, вступив до Червоної гвардії в Одесі. У 1920 повернувся до Парижа, де 25 травня 1926 убив С. Петлюру під приводом помсти за погроми.

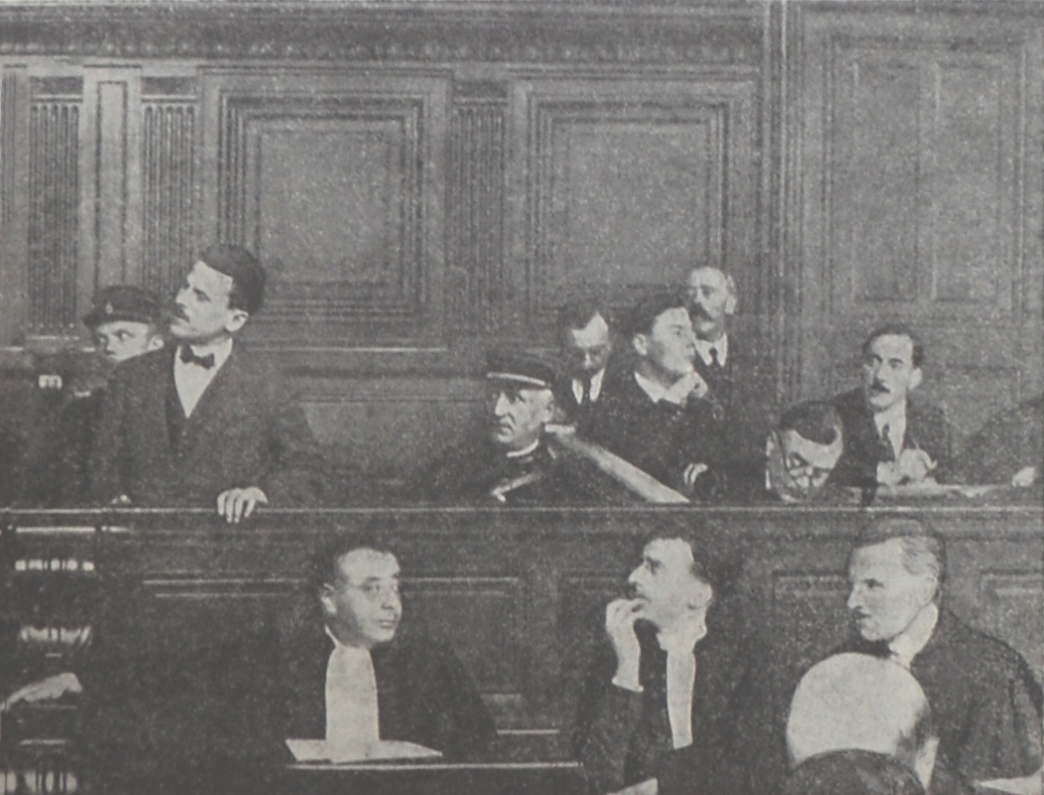
Самуїл Шварцбард, виступає у суді, під ним Анрі Торрес, його захисник. Жов 1927

Процес Шварцбарда сторона захисту перетворила на звинувачення петлюрівців у антисемітизмі, а Армію УНР у погромах, що мали місце в Україні, роблячи відповідальним за них тодішнього Головного Отамана С. Петлюру. Єврейський комітет видав документи про погроми: «Les Pogromes en Ukraine sous les Gouvernements Ukrainiens (1917—1920). Aperçu historique et documents» (Париж, 1927), за ред. Л. Моцкіна, І. Шехтмана, І. Черіковера й Н. Цацкіса, а тенденційна книга Б. Лекаша (В. Lecache, «Quand Israël meurt…», 1927) сприяла поширенню антиукраїнських настроїв у Франції. Українська сторона опублікувала документи («Documents sur les pogromes en Ukraine et l'assassinat de Simon Petlura à Paris. 1917—1921–1926», 1927), підготовані комісією на чолі з В. Прокоповичем і А. Яковлевим, в яких на основі розпоряджень, наказів і прокламацій С. Петлюри подано його ставлення до єврейського питання, зокрема до погромів. Обидві книжки документів були часто цитовані на процесі.
Вирішальну роль у процесі відіграв своєю агресивною поставою оборонець Шварцбарда — адвокат Анрі Торрес (Torres) (який водночас був речником радянського консула в Парижі). Свідками захисту були Л.Блюм, І.Черіковер, Сльосберґ, А.Ревуцький. За підсудного, крім змобілізованої комуністичної та єврейської преси, заступилися Анрі Бергсон, Ромен Роллан, Альберт Ейнштейн, Максим Горький, Олександр Керенський, Анрі Барбюс, Поль Ланжевен. Проти обвинувачення С. Петлюри виступали адвокати А. Вілльм, В. Кампінчі, Познанський, а також свідки: В. Прокопович, О. Шульгін, Я. Токаржевський-Карашевич, Микола Шаповал, О. Удовиченко, М. Шумицький, О. Доценко. Свідки обстоювали тезу, що Шварцбард був знаряддям більшовиків і виконав замах при допомозі більшовицьких агентів; прихильні Петлюрі свідчення подали С. Ґольдельман, А. Марґолін, Володимир Жаботинський. Головний прокурор Рейно (Raynaud) об'єктивно подав події в Україні за доби революції. Під впливом організованої у пресі дезінформації та тиску на процесі присяжні відповіли на питання голови суду, що «Шварцбард не винен у тому, що стріляв у С. Петлюру й поранив його». Шварцбард був звільнений. 
Помер у Південній Африці 1938. У 1967 був перезахований в Ізраїлі та визнаний національним героєм Ізраїлю.
Чимало євреїв уважали Шварцбарда за національного героя, месника за кривди, що їм вчинено в Україні. Однак є також багато євреїв, які погоджуються з українцями, що Шварцбард був зброєю в руках більшовиків, а акція довкола вбивства С. Петлюри викликала ворожнечу між єврейським й українським народами. Цей процес став поштовхом до заснування у Франції Міжнародної ліги проти расизму й антисемітизму (Ligue Internationale contre le Racisme et l'Antisémitisme).

## Виноски
1. ↑  Володимир Жаботинський забрав свої прихильні свідчення за день до процесу. З цього і почався процес